# Folkorabel
Folkorabel – drugi album polsko-ukraińskiej grupy muzycznej Enej, wydany 12 listopada 2010 roku przez wytwórnię płytową Lou Rocked Boys. Album był promowany teledyskiem do utworu „Państwo B” oraz notowanymi utworami tj. "Radio Hello", "Pan Babilon", "Hermetyczny Świat" i "Rahela".
Płyta dotarła do 15. miejsca listy OLiS. 2 października 2011 roku zespół otrzymał od wydawcy Sławka "Melona" Świdurskiego z wytwórni Lou & Rocked Boys złotą płytę za tenże materiał.

## Lista utworów
Opracowano na podstawie materiału źródłowego.
1. „Radio Hello”
2. „Państwo B”
3. „Pan babilon”
4. „Kuba Gang”
5. „Hermetyczny Świat”
6. „Ballada o pewnej podróży”
7. „Rahela”
8. „Daleki Jasni Zori”
9. „Myla Moja”
10. „Bolero Trumpet”
11. „Ludzie wolnej ziemi”
12. „Coppernicana”